# Cuauhtémoc
Cuauhtémoc (phát âm tiếng Nahuatl: [kʷaːʍˈtemoːk] ⓘ, phát âm tiếng Tây Ban Nha: [kwawˈtemok] ⓘ), còn được gọi là Cuauhtemotzín, Guatimozín, hay Guatémoc, là tlatoani cuối cùng của Tenochtitlan độc lập, từ năm 1520 đến năm 1521. Cái tên Cuauhtemōc nghĩa là "kẻ đã sà xuống như đại bàng" (tiếng Anh: Descending Eagle nghĩa là "Đại bàng sà xuống"), hàm ý sự hiếu chiến và quyết tâm.
Cuauhtémoc đăng cơ vào năm 1520 với tư cách là người kế vị của Cuitláhuac - em họ của cố hoàng đế Moctezuma II. Người vợ trẻ của ông, sau này được gọi là Isabel Moctezuma, là một trong những công chúa của Moctezuma. Ông lên ngôi năm 25 tuổi, vào thời điểm Tenochtitlan bị người Tây Ban Nha bao vây và thời đại nạn dịch đậu mùa bùng phát ở Trung Bộ châu Mỹ.

## Thiếu thời
Sử sách không chép rõ ngày sinh và thiếu thời của Cuauhtémoc Ông là con trai cả hợp pháp của Huey Tlatoani Ahuitzotl và có lẽ ông đã tham dự lễ Tân Hỏa cuối cùng, đánh dấu sự khởi đầu của một chu kỳ 52 năm mới trong lịch Aztec. Theo một số sử liệu, thân mẫu của ông là công chúa Tlatelolcan tên Tiyacapantzin. Cuauhtemoc theo học tại calmecac, trường học dành cho giới quý tộc và sau đó phục vụ trong quân đội. Ông được phong là cuauhtlatoani ("người cai trị đại bàng") của thành Tlatelolco vào năm 1515 vì các chiến công đã đạt được. Cuauhtemoc kết hôn với công chúa Aztec Isabel Moctezuma.

## Cai trị

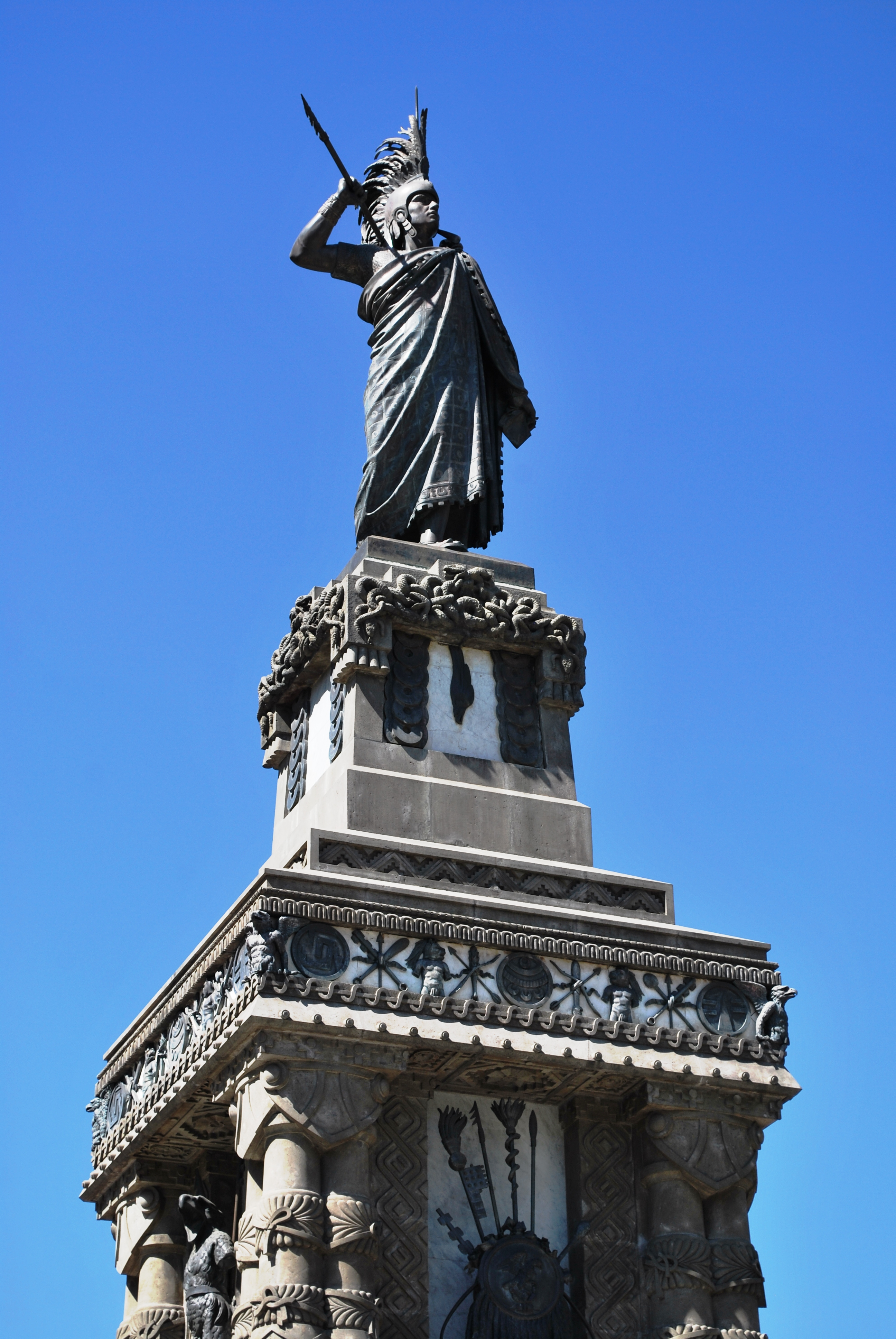
Tượng đài Cuauhtémoc tại Avenida Reforma ở Thành phố Mexico. Dưới ghi dòng chữ "Tưởng nhớ Cuauhtémoc (viết là Quautemoc) và các chiến binh của ông đã dũng cảm chiến đấu bảo vệ tổ quốc của họ."

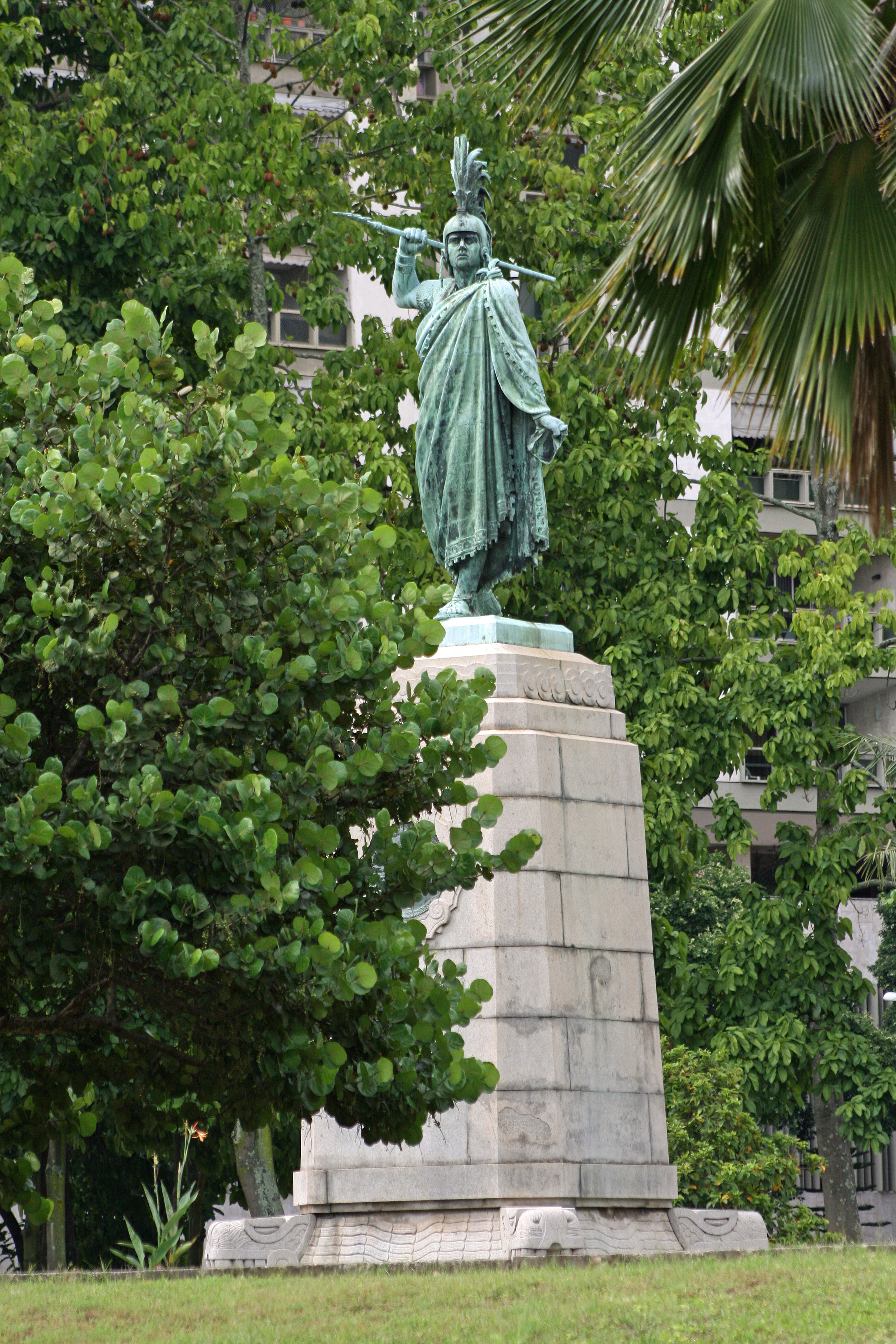
Tượng đài Cuauhtémoc tại Praça Cuauhtémoc (Quảng trường Cuauhtémoc) ở Rio de Janeiro, Brazil. Dựng lên vào năm 1922, bức tượng được chính phủ Mexico tặng cho nhân dân Brazil nhân ngày kỷ niệm 100 năm Brasil độc lập.

Khi Cuauhtemoc được bầu làm tân tlatoani vào năm 1520, Tenochtitlan lúc này đã bị rung chuyển bởi cuộc xâm lược của liên quân Tây Ban Nha và đồng minh bản địa của họ, kéo theo đó là cái chết của Moctezuma II và cái chết đột ngột của người kế vị - em trai Moctezuma là Cuitláhuac do dịch đậu mùa. Cuauhtemoc, vốn đã mang dòng máu hoàng tộc, được tôn làm tân vương bởi hội đồng cầm quyền. Mặc dù Cuitláhuac đã nỗ lực tái tổ chức đế chế để chống quân xâm lược nhưng thủ đô Tenochtitlan ngày càng bị cô lập về mặt quân sự và hầu như phải đứng một mình trong cuộc chiến với Tây Ban Nha bởi số lượng các thành bang từ bỏ Liên minh để tham gia phe Tây Ban Nha.
Cuauhtémoc tổng động viên vùng nông thôn để hỗ trợ việc phòng thủ Tenochtitlán trong cuộc cố thủ tám mươi ngày chống Tây Ban Nha. Chỉ có duy nhất thành bang Tlateloco trung thành với Tenochtitlán cho tới cuối trận vây hãm, phụ nữ Tlateloco cũng góp sức chống quân Tây Ban Nha trong cuộc chiến. Thành Tenochtitlan thất thủ và Cuauhtémoc bị bắt vào ngày 13 tháng 8 năm 1521 khi đang băng qua Hồ Texcoco chạy trốn cùng gia đình và quan thần thân cận.
Theo hồi ký của Diaz de Castillo, khi bị bắt, Cuauhtémoc đã yêu cầu Hernan Cortés rút dao ra và "chém chết ta ngay đi".:395–396,401–404 Cortés từ chối và đáp: "Ngài đã bảo vệ thủ đô của mình như một chiến binh dũng cảm." Ông nói: "Người Tây Ban Nha tôn trọng lòng dũng cảm, ngay cả khi đó là kẻ thù."